# Echinoderes teretis
Echinoderes teretis is een soort in de taxonomische indeling van de stekelwormen.
De diersoort behoort tot het geslacht Echinoderes en behoort tot de familie Echinoderidae. De wetenschappelijke naam van de soort werd voor het eerst geldig gepubliceerd in 1985 door Brown.